# Stenorrhynchos vaginatum
Stenorrhynchos vaginatum är en orkidéart som först beskrevs av Carl Sigismund Kunth, och fick sitt nu gällande namn av Spreng.. Stenorrhynchos vaginatum ingår i släktet Stenorrhynchos och familjen orkidéer. Inga underarter finns listade i Catalogue of Life.